# Сігерсвауде
Сігерсвауде (нід. Siegerswoude) — село в нідерландській провінції Фрисландія. Входить до муніципалітету Опстерланд.
Його площа — 14,62 км², а населення станом на 2021 рік становило 835 осіб.
Перша згадка про населений пункт датується 1315 роком.

## Галерея

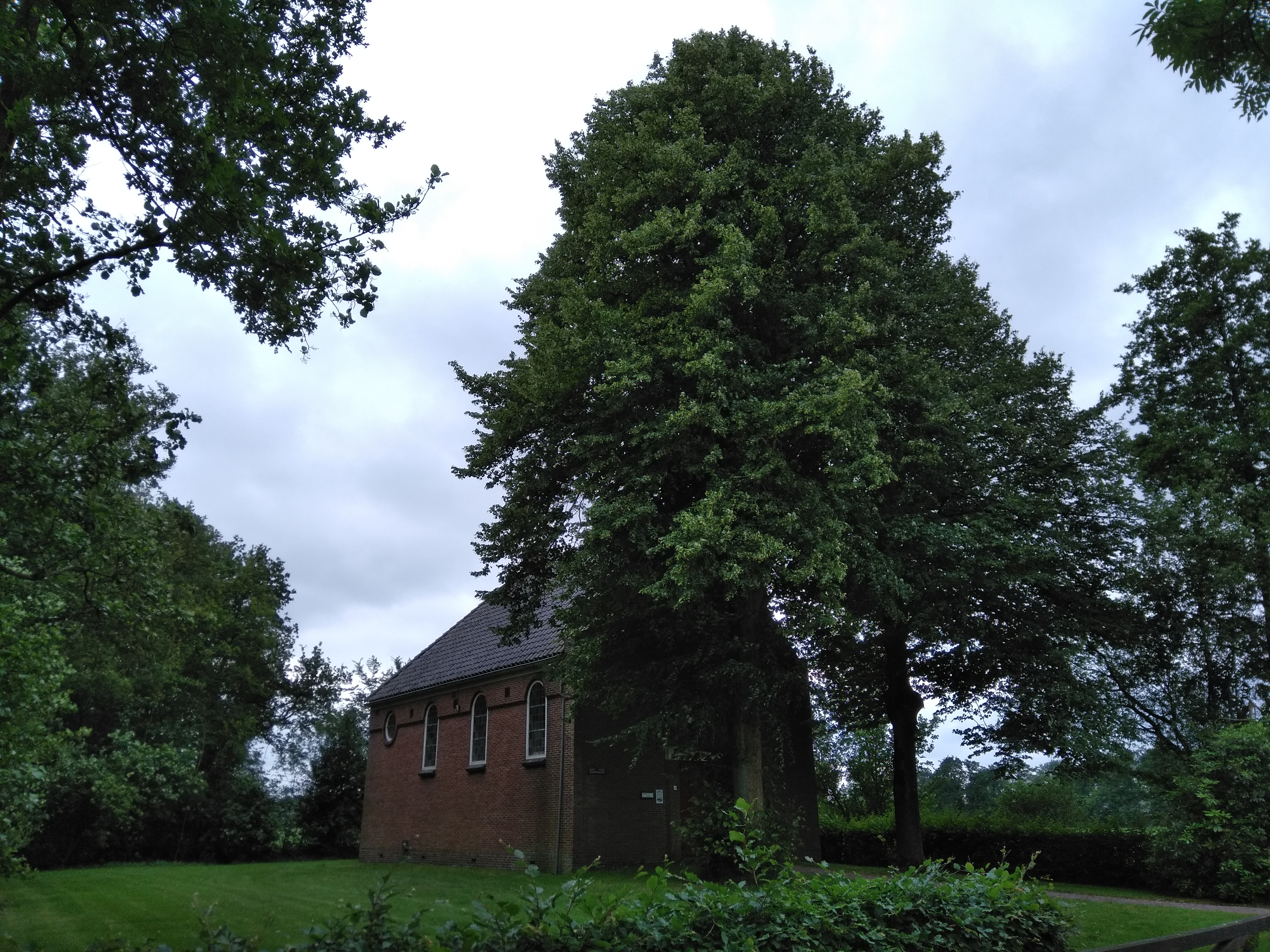
Реформістська церква
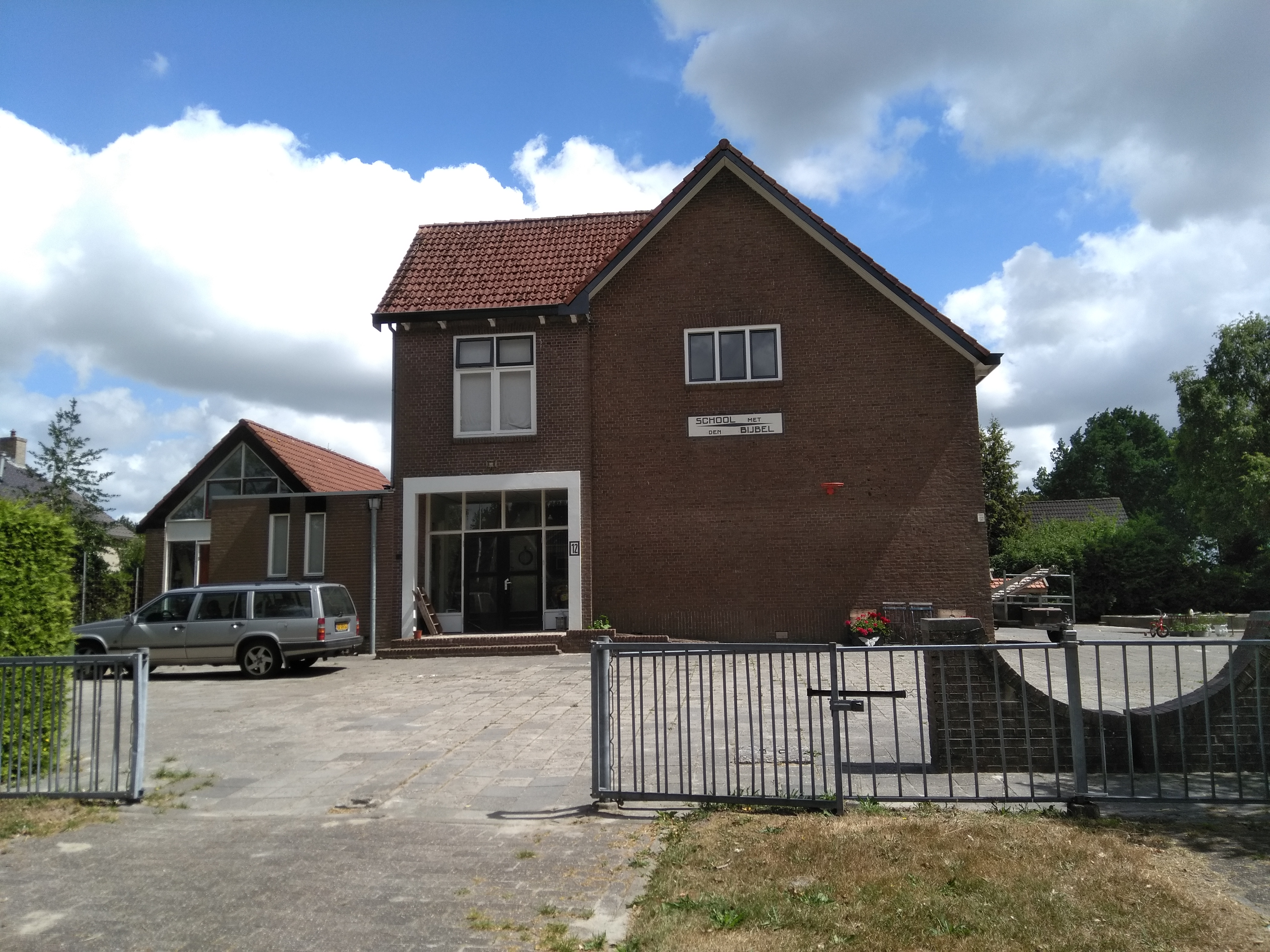
Приміщення колишньої християнської школи
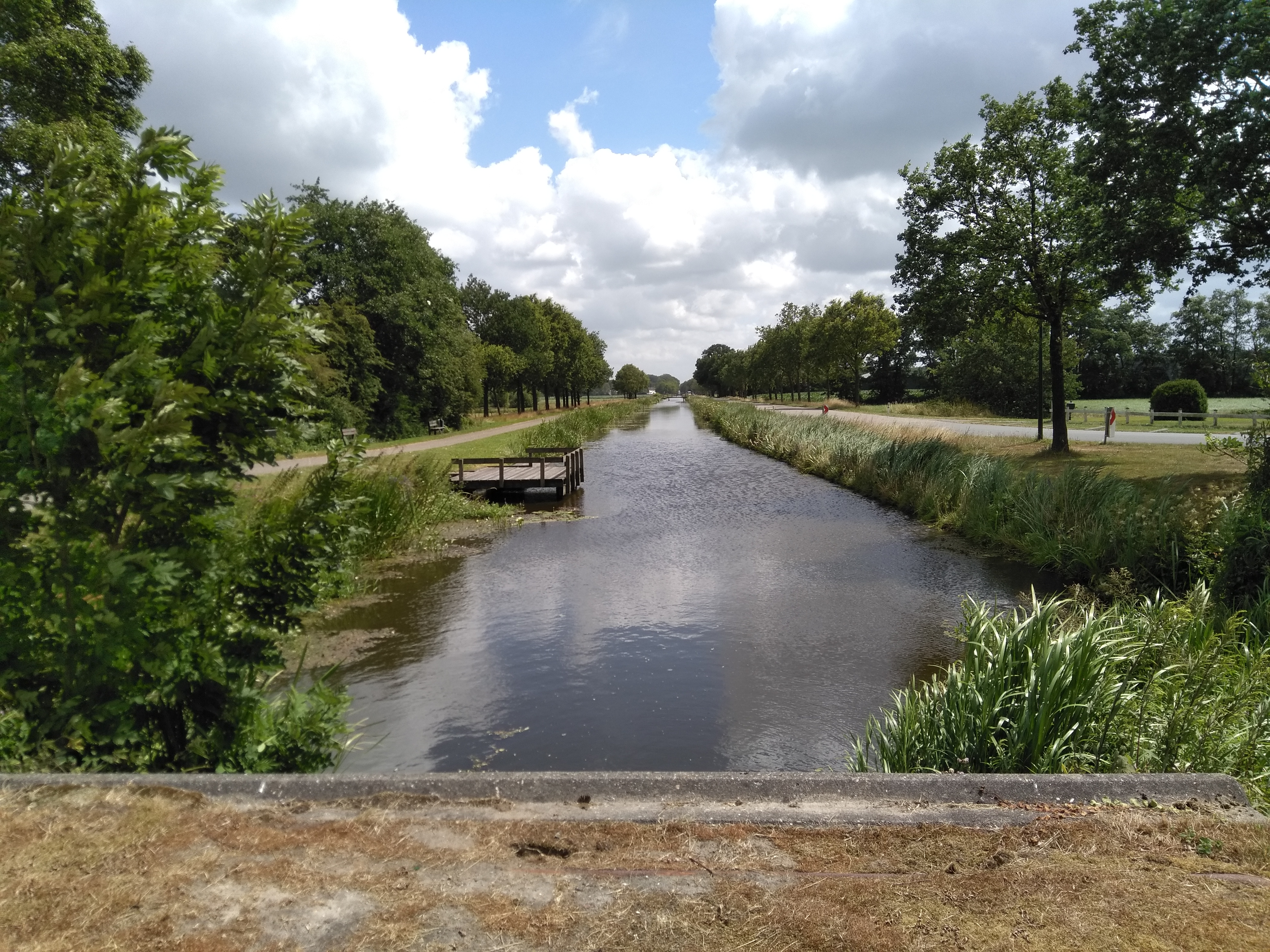
Вид на канал
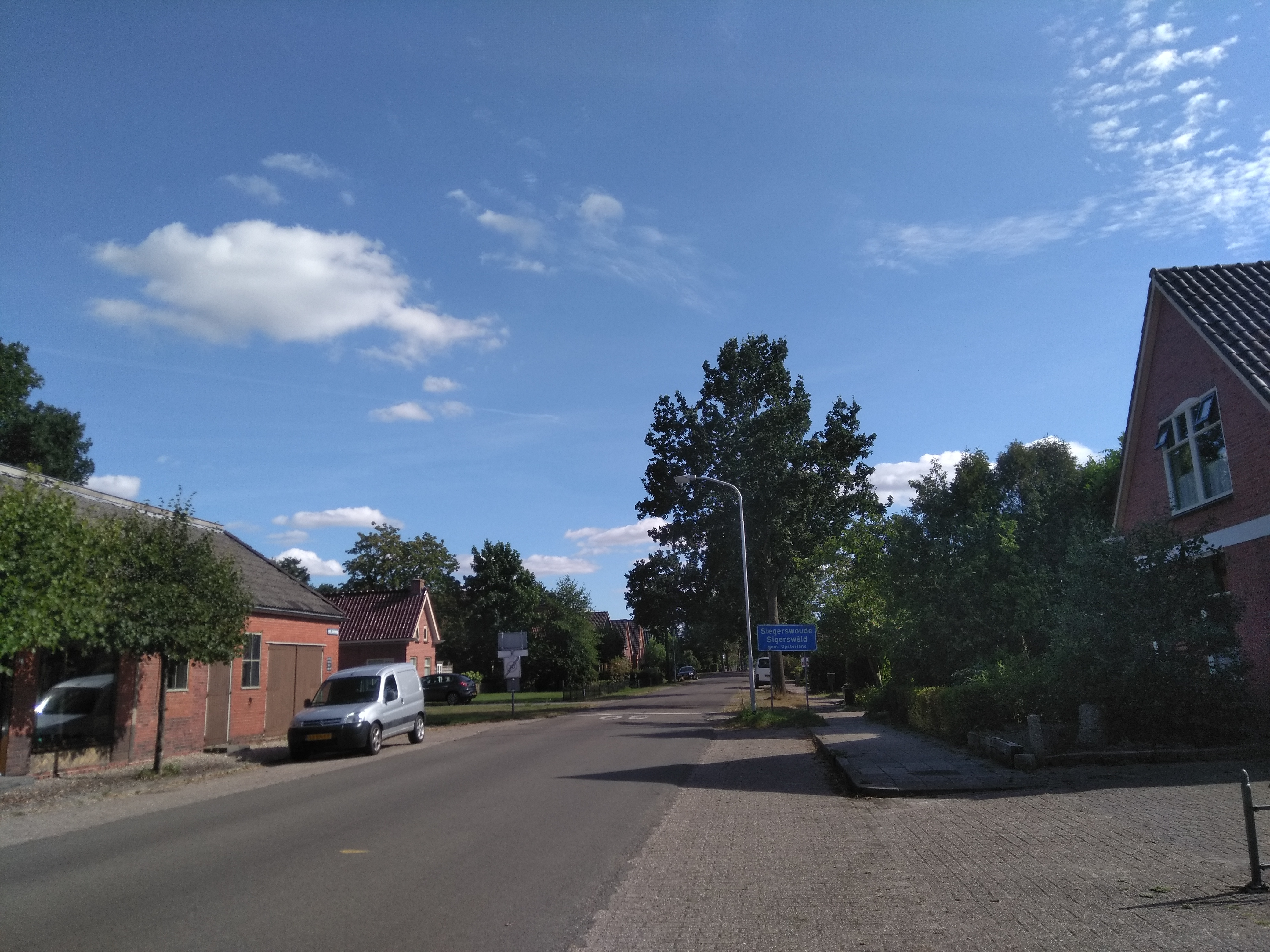
В'їзд до села